# Condado de Benton (Tennessee)
El condado de Benton (en inglés: Benton County, Tennessee), fundado en 1835, es uno de los 95 condados del estado estadounidense de Tennessee. En el año 2000 tenía una población de 16.537 habitantes con una densidad poblacional de 82 personas por km². La sede del condado es Camden.

## Geografía
Según la Oficina del Censo, el condado tiene un área total de 1130 km² (436,3 mi²), de la cual 1023 km² (395 mi²) es tierra y 107 km² (41,3 mi²) es agua.

### Condados adyacentes
- Condado de Stewart noreste
- Condado de Houston noreste
- Condado de Humphreys este
- Condado de Perry sureste
- Condado de Decatur sur
- Condado de Carroll oeste
- Condado de Henry noroeste

## Demografía
En el 2000 la renta per cápita promedia del condado era de $28,679, y el ingreso promedio para una familia era de $32,727. El ingreso per cápita para el condado era de $14,646. En 2000 los hombres tenían un ingreso per cápita de $29,177 contra $19,038 para las mujeres. Alrededor del 15.60% de la población estaba bajo el umbral de pobreza nacional.

## Lugares

### Ciudades y pueblos
- Big Sandy
- Camden

### Comunidades no incorporadas
- Eva
- Holladay

### Periódicos
The Camden Chronicle